# Jan Hellesøe
Jan Hellesøe (født 13. maj 1982[kilde mangler]) er en dansk psykologisk manipulator og tv-vært i programserien Fuckr med dn hjerne.
Han er født og opvokset i Sønderborg.
Hellesøe har i sin karriere arbejdet med Ørkenens Sønner, Rune Klan, Søren Østergaard, Betty Nansen Teatret, Danmarks Radio og Hej Matematik. Desuden har han arbejdet en del år i USA. 
Hellesøe er uddannet smed, hvilket han har arbejdet med indtil hans karriere som tryllekunstner tog fart. I 2006 deltog han i talentprogrammet Scenen er din på TV 2 som tryllekunstner sammen med vennen  Anders Hansen under navnet Star Magic. De røg dog ud allerede i første runde.